# Премія Вілениці

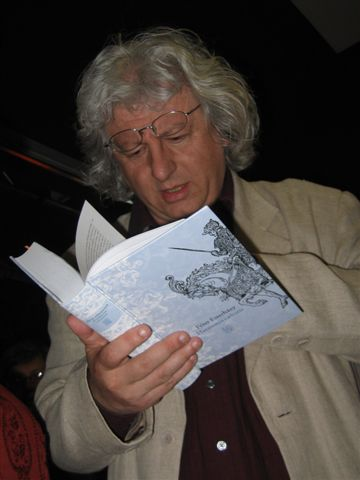
Ештергазі Петер, лауреат 1988

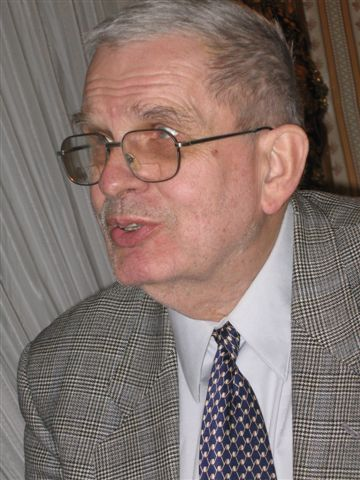
Томас Венцлова, лауреат 1990

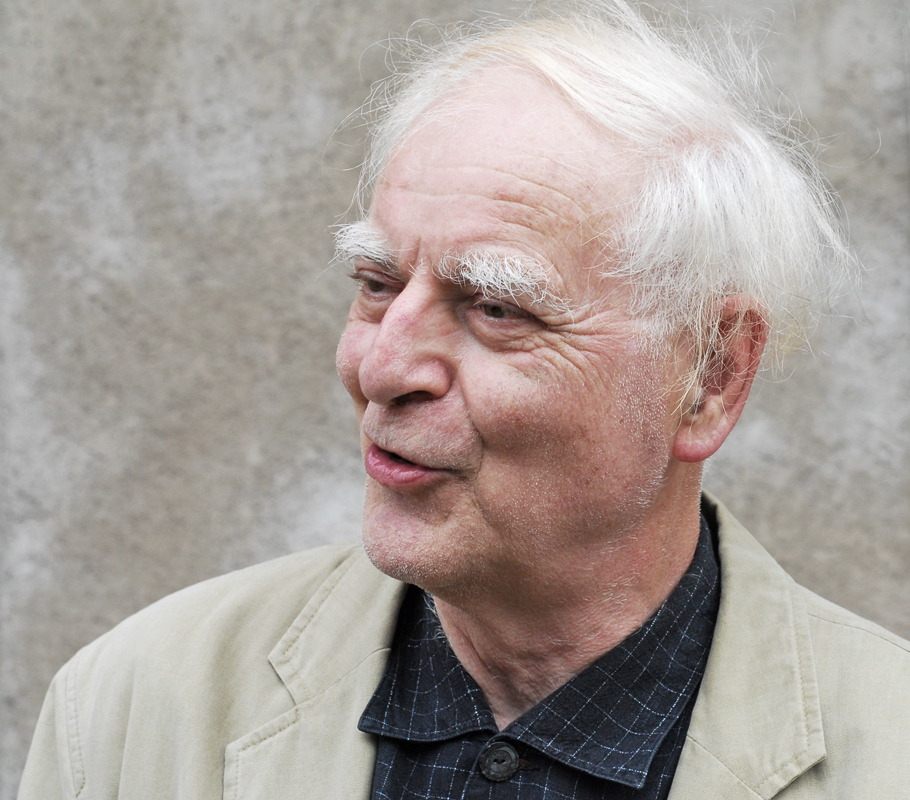
Адольф Мушґ, лауреат 1995

Пре́мія Ві́лениці (словен. Nagrada Vilenica) — літературна премія, яку щороку вручають письменникам Східної і Центральної Європи на міжнародному літературному фестивалі в карстовій печері Вілениця на заході Словенії, неподалік від Трієста. Нагороду заснувала Спілка словенських письменників у 1986 році.

## Лауреати премії
- 1986 — Фульвіо Томіцца (Італія)
- 1987 — Петер Гандке (Австрія)
- 1988 — Ештергазі Петер (Угорщина)
- 1989 — Ян Скацел (Чехія)
- 1990 — Томас Венцлова (Литва, США)
- 1991 — Збіґнєв Герберт (Польща)
- 1992 — Мілан Кундера (Чехія, Франція)
- 1993 — Лібуше Монікова (Чехія, ФРН)
- 1994 — Йосип Ості (Боснія і Герцеговина)
- 1995 — Адольф Мушґ (Швейцарія)
- 1996 — Адам Загаєвський (Польща)
- 1997 — Павел Віліковський (Словаччина)
- 1998 — Надаш Петер (Угорщина)
- 1999 — Еріка Педретті (Швейцарія)
- 2000 — Славко Міхалич (Хорватія)
- 2001 — Яан Каплінський (Естонія)
- 2002 — Ана Бландіана (Румунія)
- 2003 — Мірко Ковач (Хорватія)
- 2004 — Бріґітте Кронауер (Німеччина)
- 2005 — Ільма Ракуза (Швейцарія) і Карл-Маркус Ґаус (Австрія)
- 2006 — Горан Стефановський (Північна Македонія)
- 2007 — Міодраг Павлович (Сербія)
- 2008 — Анджей Стасюк (Польща)
- 2009 — Клаудіо Маґріс (Італія)
- 2010 — Джевад Карахасан (Боснія і Герцеговина)
- 2011 — Мірча Кертереску (Румунія)
- 2012 — Давид Албахарі (Сербія, Канада)
- 2013 — Ольга Токарчук (Польща)
- 2014 — Краснагоркай Ласло (Угорщина)
- 2015 — Яхим Топол (Чехія)
- 2016 — Дубравка Угрешич (Хорватія)
- 2017 — Юрій Андрухович (Україна)
- 2018 — Ілія Троянов (Болгарія, Німеччина)
- 2019 — Драган Велікич (Сербія)
- 2020 — Міла Гауґова (Словаччина)
- 2021 — Йозеф Вінклер (Австрія)

Крім головної, вручають також Кришталеву премію Вілениці учасникам літературних читань фестивалю (серед її лауреатів були Ева Ліпська, Дубравка Угрешич, Алеш Дебеляк, Вереш Іштван, Мажанна Богуміла Келяр, Наталка Білоцерківець, Владас Бразюнас, Вальжина Морт та інші), а з 2001 року — Молодіжну премію Вілениці.

## Лінки
- Сайт фестивалю